# Sornetan
Sornetan (Duits (verouderd): Sornethal) is een plaats en voormalige gemeente in het Zwitserse kanton Bern en maakt deel uit van het district Jura bernois.
Sornetan telt 139 inwoners. In 2015 is de gemeente gefuseerd met de gemeenten Châtelat, Monible en Souboz en hebben de nieuwe gemeente Petit-Val gevormd.
Châtelat · Monible · Sornetan · Souboz